# Forstwerder
Der Forstwerder, auch Saalwerder,  ist eine unter Naturschutz stehende Flussinsel im Norden der Stadt Halle (Saale) in Sachsen-Anhalt. Sie gehört zum Stadtteil Trotha.

Blick auf die Südspitze der Insel mit Forstwerderbrücke, nach rechts der Mühlgraben (hier zugleich Schleusenkanal), nach links Stromsaale mit Trothaer Wehr

## Größe und Lage
Die Insel misst 715 Meter Länge in Flussrichtung und ist bis zu 180 Meter breit. Ihre Fläche beträgt rund acht Hektar. Die Geländehöhe liegt durchschnittlich bei etwa 75 m ü. NN. An ihrem Ufer befindet sich der tiefste Punkt (71 m ü. NN) im Stadtgebiet von Halle.
Die Insel wird von der von Süd nach Nord fließenden Stromsaale und einem in deren Fließrichtung rechts befindlichen Mühlgraben umschlossen. Zwischen beiden Gewässern befindet sich der zu ihnen parallele Schleusenkanal der Schleuse Trotha (Kilometer 89,2), der die Insel längs in zwei Teile trennt, von denen der linke und größere Teil bewaldet ist.
Die Insel liegt im Hochwasserbereich der Saale. Ihr westliches Ufer (Stromsaale) ist durch die natürliche Dynamik des Flusses auf die Uferzonenbildung mit Kies- und Schlammbänken sowie Abbruchkanten geprägt.

## Naturschutz
Die Insel ist wesentlicher Bestandteil des gleichnamigen, etwa 11 ha großen Naturschutzgebietes (Kennzeichen NSG0185), zu dem auch eine kleine Flussinsel westlich des Forstwerders gehört. Dieses Naturschutzgebiet wiederum ist Bestandteil des rund 23 Hektar großen FFH-Gebietes „Nordspitze Peißnitz und Forstwerder in Halle“.
Schutzziel ist die Erhaltung eines wertvollen Auenwaldrestes auch als Bindeglied im Biotopverbund entlang der Saaleaue. Besonders erwähnenswerte Vegetationsbestandteile sind ein größerer Hartholzauenwaldbestand mit 150 bis 200 Jahre alten Eichen und Eschen und ein größeres Vorkommen der Wilden Tulpe (Tulipa sylvestris) und der Behaarten Karde (Dipsacus pilosus).
Einer artenreichen Avifauna bietet der Forstwerder günstige Lebens- und Brutbedingungen, z. B. für Rotmilan, Mäusebussard, Schwarzspecht, Gebirgsstelze, Schwanzmeise und Beutelmeise, sowie verschiedenen Säugetieren, Kriechtieren, Schnecken und Schmetterlingen.

## Geschichte
Die Insel gehörte im Mittelalter den Herren des Rittergutes Trotha, die sie 1371 als  Lehen bekamen. 1455 kam sie an das Kloster Neuwerk. Nach dessen Auflösung 1530 wurde sie dem Amt Giebichenstein unterstellt. Der Forstwerder diente damals als Jagdgelände, verfügte aber auch über ausgedehnte Wiesen, Obstbäume und Weideland, die zur Pacht vergeben wurden.
Um 1790 hatte der hallische Postmeister Madeweis die Absicht, die Insel zu kaufen und zu einer englischen Gartenanlage umzugestalten, was aber nicht gelang. Die Insel wurde jedoch von den Studenten der 1694 gegründeten Universität entdeckt, die hier die streng verbotenen Duelle austrugen oder als idyllischen Ausflugsort nutzten, so dass das Areal auch den Namen „Elysium“ erhielt.
Die die Insel teilende Schleuse wurde 1694 durch den Kurfürsten Friedrich III. erbaut, ist in den nachfolgenden Jahrzehnten, u. a. im Jahr 1817, wiederholt erneuert worden. Von 1873 bis 1875 wurde sie für etwa 250.000 Mark gänzlich umgebaut.
1927 wurde am stromseitigen Ufer des Forstwerders eine Flussbadeanstalt, Halles erstes städtisches Freibad, eröffnet. Deshalb, und auch um eine bestehende Fährverbindung zu ersetzen, erhielt die Insel im Jahre 1928 mit der Forstwerderbrücke einen Brückenzugang für Fußgänger in Form eines Stahlbetonbogens mit einer Spannweite von 47 Metern, der sich in das Landschaftsbild am Trothaer Wehr wirkungsvoll einfügt.